# Каликинский сельсовет (Оренбургская область)
Каликинский сельсовет — сельское поселение в Александровском районе Оренбургской области Российской Федерации.
Административный центр — село Каликино.

## История
Село Каликино образовалось по документальным сведениям около 1830 году. Первые переселенцы появились еще раньше, они селились вдоль речек Зиганник и Карчи. Из рассказов старожил их дедушки и прадедушки прибыли в эти места еще детьми, их семья спасались от бедной невольной жизни и войск Наполеона. Говорили, что приезжали люди из разных мест, но здесь было так красиво, что дальше никто не ехал.
Статус и границы сельского поселения установлены Законом Оренбургской области от 9 марта 2005 года № 1892/320-III-ОЗ «О муниципальных образованиях в составе муниципального образования Александровский район Оренбургской области»

## Население
| 2010 | 2012 | 2013 | 2014 | 2015 | 2016 | 2017 |
| ---- | ---- | ---- | ---- | ---- | ---- | ---- |
| 765  | ↘721 | ↗729 | ↘707 | ↘676 | ↘643 | ↘616 |
| 2018 | 2019 | 2020 | 2021 |      |      |      |
| ↘604 | ↘583 | ↘545 | ↘531 |      |      |      |

## Состав сельского поселения
| № | Населённый пункт | Тип населённого пункта       | Население |
| - | ---------------- | ---------------------------- | --------- |
| 1 | Дальний          | посёлок                      | 44        |
| 2 | Каликино         | село, административный центр | 561       |
| 3 | Новоникитино     | село                         | 160       |

По данным на 1939 год в состав сельсовета входили: 
- пос. Васильевский
- село Каликино
- Зимовка фермы №4
- пос. Ново-Троицкий
- Ферма №4 мясо-молочного совхоза Дзержинского (будущий пос.Октябрьский)[13]:13.